# Lợn Cornwall
Lợn Cornwall hay còn là lợn đen lớn là giống lợn có nguồn gốc xuất xứ từ nước Anh tại các quận Cornwall Devon và Essex.